# Hossein Mollaghasemi
Seyed Hossein Ebrahimian (también Mollaghasemi, en persa: سيد حسين ابراهيميان (ملاقاسمی)‎), (Teherán, 15 de marzo de 1933 – Ámsterdam, 25 de abril de 2022) fue un luchador de Irán. 

## Carrera deportiva
Ganó una medalla de plata en el Campeonato Mundial de 1957 compitiendo como peso pluma de estilo libre. Luego cambió a la Lucha grecorromana y ocupó el quinto y sexto puesto en los campeonatos mundiales de 1961–62. Compitió en los Juegos Olímpicos de Roma (1960) y  de Tokio (1964) y compartió el sexto lugar en 1960.